# Giorgio Merula
Giorgio Merula, lateinisch Georgius Merula (* um 1430 in Alessandria; † 19. März 1494 in Mailand) war ein italienischer Humanist.

## Leben
Giorgio Merula wurde gegen Ende 1430 oder Anfang 1431 als Giorgio Merlani oder Giorgio Merlano di Negro in Alessandria geboren. Der junge Giorgio war jedoch gemeinhin unter dem Namen Merula bekannt, den er sich selbst in Anlehnung an ein Geschlecht der römischen Antike gegeben hatte und auf welches er fälschlicherweise seine Abstammung zurückführte.
Schon im Alter von etwa 14 Jahren reiste Merula nach Mailand, wo er von 1444 bis 1446 bei Francesco Filelfo studierte, mit dem er sich später zerstreiten sollte. Wo sich Merula in den folgenden Jahren aufhielt, ist unklar. Fest steht allerdings, dass er 1450 zum Jubeljahr unter Papst Nikolaus V. nach Rom reiste. Dort lernte Merula seinen späteren Lehrer Galeotto Marzio kennen, den er nach Ende der Feierlichkeiten nach Padua begleitete. Die darauffolgenden Jahre verbrachte Merula in Padua, wo er die Vorlesungen Marzios besuchte.
1454 kehrte Merula nach Mailand zurück, wo er Privatunterricht gab und zumindest drei Jahre lang die Vorlesungen von Gabriele Paveri Fontana über Poetik und Redekunst besuchte. Möglicherweise hielt sich Merula von 1457 bis 1459 in Bologna auf und nahm dort Privatunterricht bei Andronico Callisto.
Im Jahr 1460 übersiedelte Merula nach Mantua, wo er bis 1461 die Vorlesungen des Hellenisten Gregorio da Città di Castello (andere Quellen sprechen von Gregorio Tifernate) besuchte und sich nach dessen Abreise selbst der Lehrtätigkeit widmete. Von 1462 bis in die 1470er Jahre unterrichtete Merula in Mantua, wo auch der italienische Dichter Battista Mantovano zu seinen Schülern zählte. Gegen 1464/65 begann Merula, zwischen Mantua und Venedig zu pendeln, wo er zunächst Privatunterricht gab. Am 28. November 1468 trat Merula das prestigeträchtige Amt eines Lehrers für Grammatik und Rhetorik an der Scuola Grande di San Marco an, welches er bis 1482 innehatte. Zu Merulas Schülern gehörte der um 1450 bei Verona geborene und 1512 in Venedig gestorbene Anatom, Paduaner Medizinprofessor, Medizinschriftsteller und Historiograph Alessandro Benedetti.
Während seiner Lehrtätigkeit erwarb sich Merula den Ruf eines Zankvogels, indem er sich hitzige Diskussionen mit seinen Gegnern lieferte. Zu diesen zählte insbesondere Galeotto Marzio, den Merula seinerzeit bewundert hatte. Außerdem wurde Merula als Autor philologischer Streitschriften bekannt, in denen er beispielsweise die Plinius-Übersetzung von Giovanni Andrea Bussi und Theodorus Gaza oder die Martial-Kommentare von Domizio Calderini kritisierte.
Im Jahr 1480 befand sich Merula am Höhepunkt seiner Bekanntheit, nicht zuletzt wegen seiner Mitgliedschaft bei einer sodalitas litteraria, unter deren anderen Mitgliedern sich Girolamo Donà, Hermolaus Barbarus, Bernardo Bembo und Galeazzo Pontico Faccino befanden. Dennoch kam es im Herbst des Jahres zum Bruch mit Francesco Filelfo, der es missbilligte, dass Merula in seinen Texten statt Turc-i die Form Turc-ae bevorzugte. Mehrere prominente Wissenschaftler, darunter Gabriele Paveri Fontana und Girolamo Squarzafico, stellten sich in der Debatte auf die Seite Filelfos.
Im September 1482 folgte Merula der Einladung von Ludovico Sforza und begann 1483 seine Arbeit als Professor für Redekunst in Pavia (damals Teil des Herzogtums Mailand), wo er zwei Jahre lang blieb. 1485 übersiedelte Merula in die Stadt Mailand, wo er ebenfalls zwei Jahre lang unterrichtete und in die Accademia di Milano aufgenommen wurde. Merula fand sich in einem ungewohnten Ambiente wieder, da das höfische Umfeld der Accademia Werke in der italienischen Volkssprache gegenüber Latein und Altgriechisch bevorzugte. Langsam gewann auch die Historiographie an Bedeutung, die nicht zuletzt als Propagandamittel eingesetzt wurde. Schließlich bat Sforza seinen Gast, eine Geschichte des Hauses Sforza zu schreiben. 1488 begann Merula mit der Arbeit und nannte sein Werk Historia Vicecomitum. Parallel zu seiner Arbeit an der Historia Vicecomitum veröffentlichte Merula Ausgaben von Marcus Tullius Cicero, Marcus Porcius Cato dem Älteren und Plautus mit Kommentaren.
Die Recherche für die Historia Vicecomitum in verschiedenen Klöstern und Archiven des Herzogtums führte Merulas Schüler Giorgio Galbiate 1493 zu der Entdeckung wichtiger klassischer Manuskripte in Griechisch und Lateinische Sprache in der Abtei Bobbio, darunter Sulpicias Carmen und die Hymnen von Prudenz. In einem Brief vom 31. Dezember 1493 an Ludovico Sforza stellt Merula den Fund als seinen eigenen dar, was ein Aufleben seines Berühmtheit als Humanist zur Folge hatte. Diese währte allerdings nicht lange, da Merula in der Nacht vom 18. auf den 19. März 1494 an den Folgen einer schweren Mandelentzündung verstarb.

## Schriften (Auswahl)
- Enarrationes vocum priscarum in Libris de Re Rustica. Venedig: Sebastian Gryphius 1541. (Digitalisat)
- Marcus Tullius Cicero: De finibus bonorum et malorum. Venedig: Wendelinus de Spira und Johann von Köln 1471.
- Titus Maccius Plautus: Comoediae. Venedig: Wendelinus de Spira und Johann von Köln 1472.
- Bellum Scodrense. Venedig: Gabriel Petri 1474.
- Scriptores rei rusticae. Reggio Emilia: Bartolomeo Bruschi 1482 (Digitalisat)
- Commentarius in Sapphus epistolam. Emendationes aliquot locorum apud Plinium Virgilium aliosque poetas depravatorum.